# Амбуланта
Амбуланта (лат. ambulans, који хода) је врста здравствене установе у којој се лече лаки болесници, а по потреби указује и хитна медицинска помоћ. Представља здравствену установу или њен део предвиђен за преглед и лечење пацијената који не леже у болници. У војној амбуланти спроводи се општи лекарски преглед и спроводи амбулантно лечење лакше оболелих и повређених особа. Дакле, амбулантно лечење представља лечење без задржавања у болници. У извесним случајевима омогућено је и лежање у одељењу с креветима (стационару).